# Wagrain
Wagrain osztrák mezőváros Salzburg tartomány Sankt Johann im Pongau járásában. 2018 januárjában 3085 lakosa volt. 

## Elhelyezkedése

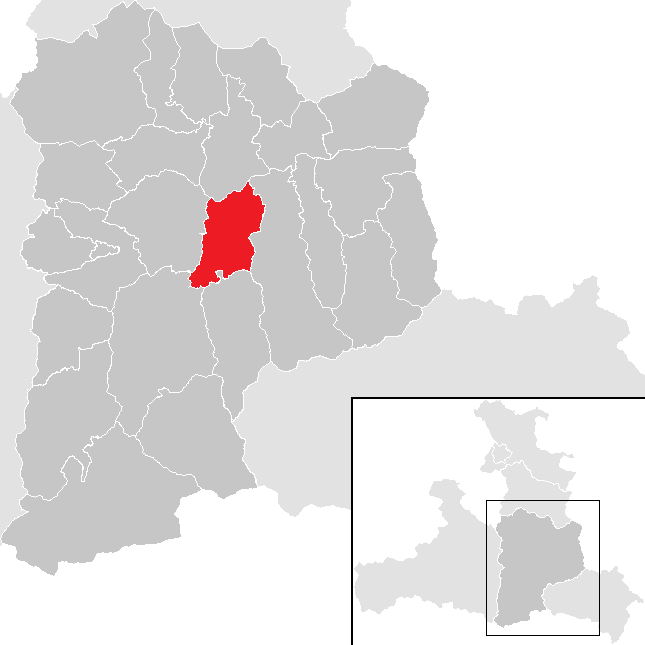
Wagrain a St. Johann im Pongau-i járásban

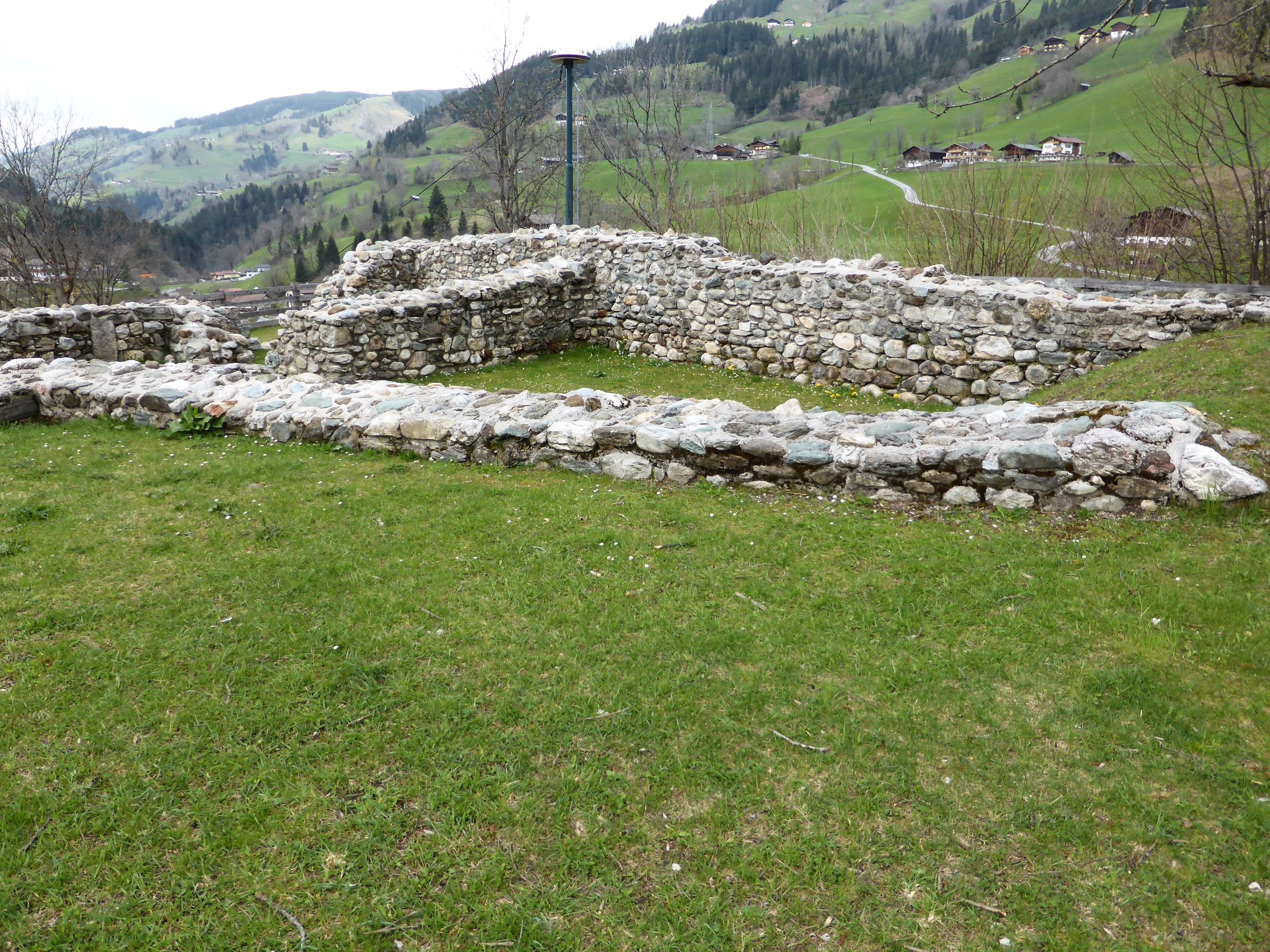
A wagraini vár romjai

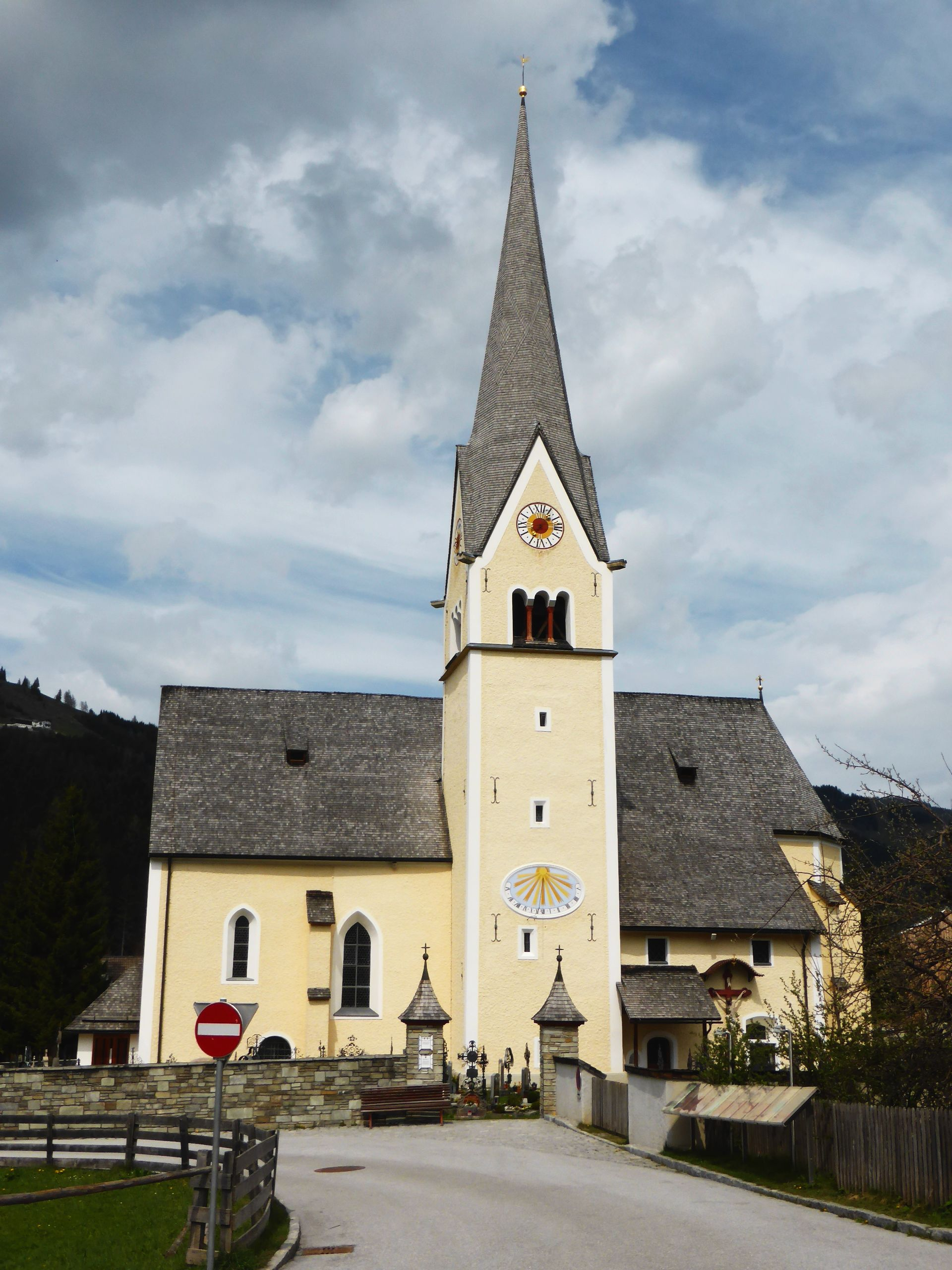
A Szt. Rupert-plébániatemplom

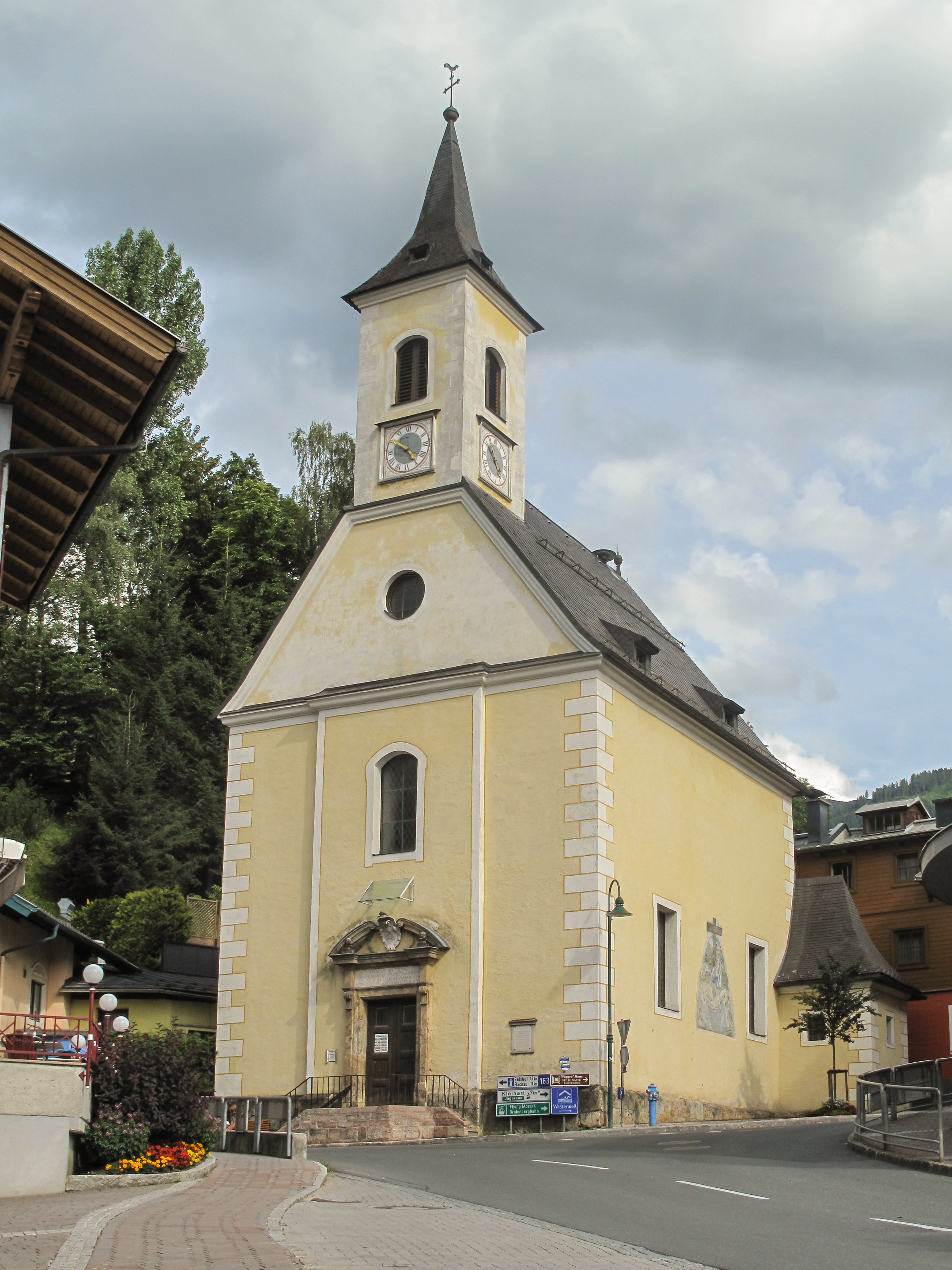
A Szt. Ferenc-templom

Wagrain Salzburg tartomány Pongau régiójában fekszik a Wagrainer Bach (a mezővárostól feljebb Kleinarlbach) folyó mentén, kb. 55 km-re délre Salzburg városától. Területén, a Wagraini-hágónál húzódik a Salzach és az Enns folyók vízválasztója. Legmagasabb pontja 2037 m-rel van a tengerszint fölött. Az önkormányzat 5 katasztrális községet egyesít: Hof (1295 lakos 2018-ban), Hofmarkt (756), Schwaighof (487), Vorderkleinarl (175) és 
Wagrain Markt (372).
A környező önkormányzatok: északra Hüttau, keletre Flachau, délre Kleinarl, délnyugatra Großarl, nyugatra Sankt Johann im Pongau.
A településen halad át az Altenmarktot St. Johannnal összekötő autóút. Néhány kilométerre található az A10-es Salzburg-Villach közötti autópálya. Wagrain közvetlen autóbusz-összeköttetésben áll St. Johannal, Altenmarkttal és Kleinarllal

## Története
Wagraint először a 13. században említik, nevét váráról kapta. Mezővárosi státuszát 1556-ban kapta, bár először írásban csak 1592-ben hivatkoznák rá így.
A középkorban lakói bányászattal is foglalkoztak. 1731-ben a salzburgi érsek elűzte az érsekségből a protestánsokat: Wagrain lakóinak több mint 80%-a távozott ekkor, elsősorban Poroszországba. 
Az első világháborúban 63 wagraini esett el. 1927. március 27-én egy tűzvész elpusztította a mezőváros jelentős részét. A második világháborúban 89-en vesztek oda és 16 főt eltűntnek nyilvánítottak. A háború végén több mint 70 ezer menekült és katona haladt át a térségen, ami egy időre kaotikus viszonyokat eredményezett. 1945 június 4-én 200 fős amerikai megszálló kontingens érkezett Wagrainba. 1947-49 között megépült az első sífelvonó és a tűzoltóállomás is. 
1951-ben mintegy kétméteres hó lepte el a völgyet, január 11-14 között megállás nélkül havazott. A St. Johannba vezető utat lezárták, a kleinarli utat a lavinaveszély miatt át kellett helyezni. 

## Lakosság
A wagraini önkormányzat területén 2017 januárjában 3085 fő élt. A lakosságszám 1991 óta 3000 körül stabilizálódott. 2016-ban a helybeliek 86,2%-a volt osztrák állampolgár; a külföldiek közül 3,1% a régi (2004 előtti), 5,8% az új EU-tagállamokból érkezett. 4,4% a volt Jugoszlávia (Szlovénia és Horvátország nélkül) vagy Törökország, 0,5% egyéb országok polgára. 2001-ben a lakosok 85,8%-a római katolikusnak, 1,4% evangélikusnak, 4,7% ortodoxnak, 1,2% mohamedánnak, 3,5% pedig felekezet nélkülinek vallotta magát. Ugyanekkor egy magyar élt a mezővárosban; a német (89,2%) mellett a legnagyobb nemzetiségi csoportot a szerbek (4,8%) és a horvátok (3,7%) alkották. 
A lakosság számának változása:

| 2016 | 3 085 |

## Látnivalók
- a Szt. Rupert-plébániatemplom 1450-ben épült gótikus stílusban
- a barokk Szt. Ferenc-templom 1616-ban épült
- a wagraini vár romjai
- a Joseph Mohr-múzeum, a Csendes éj szerzője egy ideig Wagrainban élt
- a mezőgazdasági múzeum

## Turizmus
A település fejlett turisztikai infrastruktúrával rendelkezik. Több száz szálláshely és számos étterem várja a kikapcsolódni vágyókat. Wagrain része a St. Johanntól Radstadtig húzódó óriási Sportwelt Amadé síterepnek és a Ski Amadé szövetségnek is.
Wagrain a sípályái mellett sífutópályával, szánkópályával és téli túrautakkal is rendelkezik. Nyáron vadvízi evezés, tenisz, falmászás, kerékpárutak és rengeteg túraútvonal várja a sportolókat és a kirándulókat. A felvonók egy része a téli szezon mellett júniustól szeptemberig is üzemel.

## Fordítás
- Ez a szócikk részben vagy egészben  a   Wagrain című német Wikipédia-szócikk ezen változatának fordításán alapul.  Az eredeti cikk szerkesztőit annak laptörténete sorolja fel. Ez a jelzés csupán a megfogalmazás eredetét és a szerzői jogokat jelzi, nem szolgál a cikkben szereplő információk forrásmegjelöléseként.